# Sergio Unrein
Sergio Ezequiel Unrein (Santiago del Estero, Argentina, 16 de junio de 1991) es un futbolista argentino. Juega de delantero en Atenas de Río Cuarto del Torneo Federal A.
Es el máximo goleador de todas las divisiones inferiores del Club Atlético Boca Juniors, habiendo marcado más de 100 goles.

## Clubes
| Club                 | País                 | Año             |
| -------------------- | -------------------- | --------------- |
| Boca Juniors         | Argentina            | 2010-2012       |
| Deportivo Ñublense   | Chile                | 2012            |
| Boca Juniors         | Argentina            | 2013            |
| Juan Aurich          | Perú                 | 2014            |
| Fenix                | Argentina            | 2015            |
| Zulia FC             | Venezuela            | 2016 - 2017     |
| Pahang FA            | Malasia              | 2018            |
| Ayia Napa FC         | Chipre               | 2018 - 2019     |
| Atlántico FC         | República Dominicana | 2020            |
| Yaracuyanos FC       | Venezuela            | 2021 - 2022     |
| Deportivo La Guaira  | Venezuela            | 2022 - 2023     |
| Atenas de Río Cuarto | Argentina            | 2023 - Presente |

## Palmarés

### Campeonato Nacionales
| Título          | Club         | País      | Año     |
| --------------- | ------------ | --------- | ------- |
| Torneo Apertura | Boca Juniors | Argentina | 2011    |
| Copa Argentina  | Boca Juniors | Argentina | 2011/12 |
| Copa Venezuela  | Zulia FC     | Venezuela | 2016    |
| Torneo Clausura | Zulia FC     | Venezuela | 2016    |